# BE Circuit 2012/13
Der BE Circuit 2012/13 war die 26. Auflage dieser europäischen Turnierserie im Badminton.

## Die Wertungsturniere
| Nr. | Termin                             | Turnier                              | Austragungsort    |
| --- | ---------------------------------- | ------------------------------------ | ----------------- |
| 1   | 2. – 5. Mai 2012                   | Denmark International 2012           | Frederikshavn     |
| 2   | 10. – 13. Mai 2012                 | Slovenia International 2012          | Medvode           |
| 3   | 17. – 20. Mai 2012                 | Spanish International 2012           | Madrid            |
| 4   | 24. – 27. Mai 2012                 | Bulgaria Open 2012                   | Pasardschik       |
| 5   | 4. – 8. Juli 2012                  | St. Petersburg White Nights 2012     | Gattschina        |
| 6   | 30. August – 2. September 2012     | Polish Open 2012                     | Lubin             |
| 7   | 6. – 9. September 2012             | Slovak International 2012            | Prešov            |
| 8   | 13. – 16. September 2012           | Belgian International 2012           | Löwen             |
| 9   | 20. – 23. September 2012           | Kharkiv International 2012           | Charkiw           |
| 10  | 27. – 30. September 2012           | Czech International 2012             | Brünn             |
| 11  | 4. – 7. Oktober 2012               | Bulgarian International 2012         | Sofia             |
| 12  | 11. – 14. Oktober 2012             | Irish Open 2012                      | Dublin            |
| 13  | 18. – 21. Oktober 2012             | Swiss International 2012             | Yverdon-les-Bains |
| 14  | 31. Oktober – 4. November 2012     | Hungarian International 2012         | Budapest          |
| 15  | 8. – 11. November 2012             | Iceland International 2012           | Reykjavík         |
| 16  | 15. – 18. November 2012            | Norwegian International 2012         | Oslo              |
| 17  | 21. – 25. November 2012            | Scottish Open 2012                   | Glasgow           |
| 18  | 29. – 2. Dezember 2012             | Welsh International 2012             | Cardiff           |
| 19  | 6. – 9. Dezember 2012              | Irish Open 2012                      | Dublin            |
| 20  | abgesagt (11. – 14. Dezember 2012) | Italian International 2012           | Rom               |
| 21  | 19. – 22. Dezember 2012            | Turkey International 2012            | Istanbul          |
| 22  | 10. – 13. Januar 2013              | Estonian International 2013          | Tallinn           |
| 23  | 17. – 20. Januar 2013              | Swedish International Stockholm 2013 | Stockholm         |
| 24  | 24. – 27. Januar 2013              | Cyprus International 2013            | Nikosia           |
| 25  | 20. – 23. Februar 2013             | Austrian International 2013          | Wien              |
| 26  | 14. – 17. März 2013                | Romanian International 2013          | Timișoara         |
| 27  | 21. – 24. März 2013                | Polish Open 2013                     | Warschau          |
| 28  | 28. – 31. März 2013                | French International 2013            | Orléans           |
| 29  | 4. – 7. April 2013                 | Finnish International 2013           | Vantaa            |
| 30  | 11. – 14. April 2013               | Croatian International 2013          | Zagreb            |
| 31  | 18. – 21. April 2013               | Dutch International 2013             | Wateringen        |
| 32  | 25. – 28. April 2013               | Portugal International 2013          | Caldas da Rainha  |

## Sieger
| Veranstaltung                   | Herreneinzel                | Dameneinzel          | Herrendoppel                             | Damendoppel                          | Mixed                                     |
| ------------------------------- | --------------------------- | -------------------- | ---------------------------------------- | ------------------------------------ | ----------------------------------------- |
| Denmark International           | Henri Hurskainen            | Sandra-Maria Jensen  | Christian Skovgaard Mads Pieler Kolding  | Line Damkjær Kruse Marie Røpke       | Mads Pieler Kolding Julie Houmann         |
| Slovenian International         | Andrew Smith                | Nicole Schaller      | Zvonimir Đurkinjak Zvonimir Hölbling     | Isabel Herttrich Inken Wienefeld     | Zvonimir Đurkinjak Staša Poznanović       |
| Spanish International           | Brice Leverdez              | Salakjit Ponsana     | Jorrit de Ruiter Dave Khodabux           | Tatjana Bibik Anastasiia Akchurina   | Marcus Ellis Gabrielle White              |
| Bulgarian Open                  | Tan Chun Seang              | Alesia Zaitsava      | Tan Chun Seang Roman Zirnwald            | Gabriela Stoeva Stefani Stoeva       | Roman Zirnwald Elisabeth Baldauf          |
| St. Petersburg White Nights     | Dmytro Zavadsky             | Kamila Augustyn      | Baptiste Carême Gaëtan Mittelheisser     | Tatjana Bibik Anastasiia Akchurina   | Baptiste Carême Audrey Fontaine           |
| Polish International            | Kieran Merrilees            | Kirsty Gilmour       | Łukasz Moreń Wojciech Szkudlarczyk       | Kamila Augustyn Agnieszka Wojtkowska | Andrew Ellis Jenny Wallwork               |
| Slovak International            | Iztok Utroša                | Alesia Zaitsava      | Nic Strange Joe Morgan                   | Yuliya Kazarinova Yelyzaveta Zharka  | Jakub Bitman Alžběta Bášová               |
| Belgian International           | Andre Kurniawan Tedjono     | Sashina Vignes Waran | Adam Cwalina Koen Ridder                 | Selena Piek Iris Tabeling            | Marcus Ellis Gabrielle White              |
| Kharkiv International           | Emil Holst                  | Evgeniya Kosetskaya  | Baptiste Carême Gaëtan Mittelheisser     | Audrey Fontaine Émilie Lefel         | Nico Ruponen Amanda Högström              |
| Czech International             | Joachim Persson             | Kirsty Gilmour       | Chris Langridge Peter Mills              | Heather Olver Kate Robertshaw        | Chris Langridge Heather Olver             |
| Bulgarian International         | Kęstutis Navickas           | Petya Nedelcheva     | Robert Blair Tan Bin Shen                | Gabriela Stoeva Stefani Stoeva       | Michael Fuchs Birgit Michels              |
| Irish International             | Mattias Wigardt             | Perrine Lebuhanic    | Daniel Font Oliver Gwilt                 | Sinead Chambers Jennie King          | Edward Cousins Keelin Fox                 |
| Swiss International             | Dieter Domke                | Kirsty Gilmour       | Adam Cwalina Przemysław Wacha            | Heather Olver Kate Robertshaw        | Peter Käsbauer Isabel Herttrich           |
| Hungarian International         | Vladimir Malkov             | Mariya Ulitina       | Ruud Bosch Jim Middelburg                | Carola Bott Staša Poznanović         | Zvonimir Đurkinjak Staša Poznanović       |
| Iceland International           | Chou Tien-chen              | Chiang Mei-hui       | Nic Strange Joe Morgan                   | Lee So-hee Shin Seung-chan           | Chou Tien-chen Chiang Mei-hui             |
| Norwegian International         | Chou Tien-chen              | Sashina Vignes Waran | Ruud Bosch Koen Ridder                   | Samantha Barning Eefje Muskens       | Jorrit de Ruiter Samantha Barning         |
| Scottish Open                   | Anand Pawar                 | Sayaka Takahashi     | Takeshi Kamura Keigo Sonoda              | Naoko Fukuman Kurumi Yonao           | Marcus Ellis Gabrielle White              |
| Welsh International             | Chou Tien-chen              | Chiang Mei-hui       | Marcus Ellis Paul van Rietvelde          | Lauren Smith Gabrielle White         | Marcus Ellis Gabrielle White              |
| Irish Open                      | Scott Evans                 | Line Kjærsfeldt      | Jacco Arends Jelle Maas                  | Samantha Barning Eefje Muskens       | Jorrit de Ruiter Samantha Barning         |
| Turkey International            | Dmytro Zavadsky             | Chloe Magee          | Robert Blair Tan Bin Shen                | Gabriela Stoeva Stefani Stoeva       | Sam Magee Chloe Magee                     |
| Estonian International          | Kento Momota                | Line Kjærsfeldt      | Laurent Constantin Matthieu Lo Ying Ping | Irina Khlebko Ksenia Polikarpova     | Anton Kaisti Jenny Nyström                |
| Swedish International Stockholm | Kento Momota                | Carolina Marín       | Jacco Arends Jelle Maas                  | Selena Piek Iris Tabeling            | Peter Käsbauer Isabel Herttrich           |
| Cyprus International            | Scott Evans                 | Linda Zechiri        | Nic Strange Joe Morgan                   | Sarah Thomas Carissa Turner          | Oliver Gwilt Sarah Thomas                 |
| Austrian International          | Kento Momota                | Yui Hashimoto        | Hiroyuki Saeki Ryota Taohata             | Misato Aratama Megumi Taruno         | Chan Yun Lung Tse Ying Suet               |
| Romanian International          | Takuto Inoue                | Beatriz Corrales     | Takuto Inoue Yuki Kaneko                 | Irina Khlebko Ksenia Polikarpova     | Choi Sol-gyu Kim Hye-rin                  |
| Polish Open                     | Vladimir Malkov             | Yui Hashimoto        | Adam Cwalina Przemysław Wacha            | Yu Wakita Rie Eto                    | Robert Mateusiak Nadieżda Zięba           |
| French International            | Rajiv Ouseph                | Beatriz Corrales     | Adam Cwalina Przemysław Wacha            | Yu Wakita Rie Eto                    | Robert Blair Imogen Bankier               |
| Finnish International           | Rajiv Ouseph                | Carolina Marín       | Nelson Heg Wei Keat Teo Ee Yi            | Imogen Bankier Petya Nedelcheva      | Anders Skaarup Rasmussen Lena Grebak      |
| Croatian International          | Wisnu Haryo Putro           | Natalia Perminova    | Christopher Rusdianto Tri Kusuma Wardana | Irina Khlebko Ksenia Polikarpova     | Niclas Nøhr Rikke S. Hansen               |
| Dutch International             | Viktor Axelsen              | Beatriz Corrales     | Łukasz Moreń Wojciech Szkudlarczyk       | Yu Wakita Rie Eto                    | Michael Fuchs Birgit Michels              |
| Portugal International          | Misbun Ramdan Mohmed Misbun | Ella Diehl           | Anders Skaarup Rasmussen Kim Astrup      | Lena Grebak Maria Helsbøl            | Jones Ralfy Jansen Keshya Nurvita Hanadia |